# Saut à la perche masculin aux championnats du monde d'athlétisme 2017
Pour un article plus général, voir championnats du monde d'athlétisme 2017.
Navigation
Pékin 2015 Doha 2019
L'épreuve du saut à la perche masculin des championnats du monde d'athlétisme de 2017 se déroule les 6 et 8 août de la même année, dans le Stade olympique de Londres, au Royaume-Uni, remportée par l'Américain Sam Kendricks (photo jointe).

## Records et performances

### Records
Les records du saut à la perche hommes (mondial, des championnats et par continent) étaient, avant ces championnats de 2015, les suivants.
| Record du monde           | Renaud Lavillenie    | France         | 6,16m (i) | Donetsk        | 15 février 2014 |
| Record des championnats   | Dmitri Markov        | Australie      | 6,05m     | Edmonton       | 9 août 2001     |
| Record d'Afrique          | Okkert Brits         | Afrique du Sud | 6,03m     | Cologne        | 18 août 1995    |
| Record d'Asie             | Igor Potapovich      | Kazakhstan     | 5,92m (i) | Stockholm      | 19 février 1998 |
| Record d'Amérique du Nord | Brad Walker          | États-Unis     | 6,04m     | Eugene         | 8 juin 2008     |
| Record d'Amérique du Sud  | Thiago Braz da Silva | Brésil         | 6,03m     | Rio de Janeiro | 15 août 2016    |
| Record d'Europe           | Renaud Lavillenie    | France         | 6,16m (i) | Donetsk        | 15 février 2014 |
| Record d'Océanie          | Steven Hooker        | Australie      | 6,06m (i) | Boston         | 7 février 2009  |

### Performances
Les dix athlètes les plus performants de l'année sont, avant ces championnats, les suivants (en plein air/stades).
| 1 | Sam Kendricks       | États-Unis | 6,00m | Sacramento   | 24 juin 2017    |
| 2 | Paweł Wojciechowski | Pologne    | 5,93m | Lausanne     | 6 juillet 2017  |
| 3 | Armand Duplantis    | Suède      | 5,90m | Austin       | 1er avril 2017  |
| 4 | Renaud Lavillenie   | France     | 5,87m | Lausanne     | 6 juillet 2017  |
| 5 | Menno Vloon         | Pays-Bas   | 5,85m | Deux-Ponts   | 10 juin 2017    |
| 5 | Piotr Lisek         | Pologne    | 5,85m | Bialystok    | 23 juillet 2017 |
| 7 | Kévin Menaldo       | France     | 5,83m | Forbach      | 28 mai 2017     |
| 8 | Michal Balner       | Tchéquie   | 5,80m | Hof          | 24 juin 2017    |
| 8 | Raphael Holzdeppe   | Allemagne  | 5,80m | Hof          | 24 juin 2017    |
| 8 | Timur Morgunov      | Russie     | 5,80m | Tcheliabinsk | 7 juillet 2017  |

## Critères de qualification
Pour se qualifier pour les championnats, il faut avoir passé 5,70 mètres entre le 1er octobre 2016 et le 23 juillet 2017. La cible fixée par l'IAAF est de 32 compétiteurs.

## Médaillés
| Or            | Argent      | Bronze            |
| Sam Kendricks | Piotr Lisek | Renaud Lavillenie |

## Résultats

### Finale
| Rang               | Athlète             | Nationalité | 5,50m | 5,65m | 5,75m | 5,82m | 5,89m | 5,95m | 6,01m | Marque (en m) | Notes |
| ------------------ | ------------------- | ----------- | ----- | ----- | ----- | ----- | ----- | ----- | ----- | ------------- | ----- |
| Médaille d'or      | Sam Kendricks       | États-Unis  | o     | o     | o     | o     | o     | xxo   | xr    | 5,95          |       |
| Médaille d'argent  | Piotr Lisek         | Pologne     | o     | xxo   | o     | x-    | o     | 3x    |       | 5,89          |       |
| Médaille de bronze | Renaud Lavillenie   | France      | –     | o     | o     | x-    | xo    | xx-   | x     | 5,89          | SB    |
| 4                  | Xue Changrui        | Chine       | o     | o     | o     | o     | 3x    |       |       | 5,82          | NR    |
| 5                  | Paweł Wojciechowski | Pologne     | o     | o     | xo    | x-    | xx    |       |       | 5,75          |       |
| 6                  | Axel Chapelle       | France      | o     | o     | 3x    |       |       |       |       | 5,65          |       |
| 7                  | Kurtis Marschall    | Australie   | xo    | o     | 3x    |       |       |       |       | 5,65          |       |
| 8                  | Shawnacy Barber     | Canada      | xo    | xxo   | 3x    |       |       |       |       | 5,65          |       |
| 9                  | Armand Duplantis    | Suède       | o     | 3x    |       |       |       |       |       | 5,50          |       |
| —                  | Arnaud Art          | Belgique    | 3x    |       |       |       |       |       |       | NM            |       |
| —                  | Raphael Holzdeppe   | Allemagne   | 3x    |       |       |       |       |       |       | NM            |       |
| —                  | Yao Jie             | Chine       | 3x    |       |       |       |       |       |       | NM            |       |

### Qualification
Qualification : 5,75 m (Q) ou les 12 meilleurs performeurs (q) se qualifient pour la finale.
| Rang | Groupe | Nom                 | Nationalité                | 5,30m | 5,45m | 5,60m | 5,70m   | Marque | Notes |
| ---- | ------ | ------------------- | -------------------------- | ----- | ----- | ----- | ------- | ------ | ----- |
| 1    | A      | Piotr Lisek         | Pologne                    | o     | o     | o     | o       | 5,70 m | q     |
| 1    | A      | Renaud Lavillenie   | France                     | -     | -     | o     | o       | 5,70 m | q     |
| 3    | B      | Sam Kendricks       | États-Unis                 | o     | o     | xxo   | o       | 5,70 m | q     |
| 4    | B      | Shawnacy Barber     | Canada                     | o     | o     | o     | xxo     | 5,70 m | q     |
| 5    | A      | Axel Chapelle       | France                     | xo    | o     | o     | xxo     | 5,70 m | q     |
| 5    | A      | Raphael Holzdeppe   | Allemagne                  | -     | o     | xo    | xxo     | 5,70 m | q     |
| 7    | B      | Paweł Wojciechowski | Pologne                    | -     | o     | xxo   | xxo     | 5,70 m | q     |
| 8    | A      | Armand Duplantis    | Suède                      | xxo   | xo    | xo    | xxo     | 5,70 m | q     |
| 9    | B      | Arnaud Art          | Belgique                   | o     | o     | o     | 3x      | 5,60 m | q     |
| 10   | A      | Xue Changrui        | Chine                      | -     | xo    | o     | 3x      | 5,60 m | q     |
| 11   | B      | Kurtis Marschall    | Australie                  | o     | xxo   | o     | 3x      | 5,60 m | q     |
| 11   | B      | Yao Jie             | Chine                      | o     | xxo   | o     | 3x      | 5,60 m | q     |
| 13   | B      | Christopher Nilsen  | États-Unis                 | o     | o     | xo    | 3x      | 5,60 m |       |
| 14   | B      | Valentin Lavillenie | France                     | -     | xo    | xo    | 3x      | 5,60 m |       |
| 15   | A      | Andrew Irwin        | États-Unis                 | xxo   | o     | xo    | 3x      | 5,60 m |       |
| 16   | A      | Adrián Vallés       | Espagne                    | xxo   | xo    | xo    | 3x      | 5,60 m |       |
| 17   | A      | Vladyslav Malykhin  | Ukraine                    | xxo   | o     | xxo   | 3x      | 5,60 m |       |
| 18   | A      | Jan Kudlička        | République tchèque         | -     | o     | 3x    |         | 5,45 m |       |
| 18   | B      | Hiroki Ogita        | Japon                      | o     | o     | 3x    |         | 5,45 m |       |
| 20   | A      | Germán Chiaraviglio | Argentine                  | xo    | o     | 3x    |         | 5,45 m |       |
| 21   | A      | Emmanouíl Karalís   | Grèce                      | xxo   | o     | 3x    |         | 5,45 m |       |
| 22   | A      | Ilya Mudrov         | Athlètes neutres autorisés | o     | xo    | 3x    |         | 5,45 m |       |
| 22   | A      | Ivan Horvat         | Croatie                    | o     | xo    | 3x    |         | 5,45 m |       |
| 22   | B      | Kévin Menaldo       | France                     | -     | xo    | 3x    |         | 5,45 m |       |
| 25   | B      | Michal Balner       | République tchèque         | xo    | xxo   | 3x    |         | 5,45 m |       |
| 26   | A      | Seito Yamamoto      | Japon                      | o     | 3x    |       |         | 5,30 m |       |
|      | B      | Igor Bychkov        | Espagne                    | 3x    |       |       |         | NM     |       |
|      | B      | Diogo Ferreira      | Portugal                   | 3x    |       |       |         | NM     |       |
|      | B      | Menno Vloon         | Pays-Bas                   | -     | x-    | -     | Abandon | NM     |       |

## Légende
- Hauteur de sauts atteinte ou dépassée (en mètres) :
  - o : dès le 1er essai
  - xo : au 2e essai
  - xxo : au 3e essai
- 3 X : hauteur non atteinte au terme de 3 essais au maximum
- xr : ?

Records et Performances
- AR : Record continental (area record)
- CR : Record des championnats (championship record)
- MR : Record du meeting (meet record)
- NR : Record national (national record)
- OR : Record olympique (olympic record)
- PR : Record paralympique (paralympic record)
- PB : Record personnel (personal best)
- SB : Meilleure performance personnelle de la saison (season's best)
- WL : Meilleure performance mondiale de l'année (world leader)
- WJR : Record du monde junior (world junior record)
- WR : Record du monde (world record)

Circonstances et Conditions
- DNF : N'a pas terminé (did not finish)
- DNS : N'a pas pris le départ (did not start)
- DQ : Disqualification (disqualification)
- NM : Aucun essai valable enregistré (No Mark)
- Q : Qualifié « directement » au prochain tour (ou à la prochaine compétition), lors d'une compétition majeure, grâce au classement ou à la réalisation des minima (automatic qualifier)
- q : Qualifié au prochain tour (ou à la prochaine compétition), lors d'une compétition majeure, grâce au repêchage ou à la réalisation de l'une des meilleures performances parmi celles des « non qualifiés directement » (grâce au meilleur temps ou à la meilleure distance par exemple) (secondary qualifier)